# 新島試験場

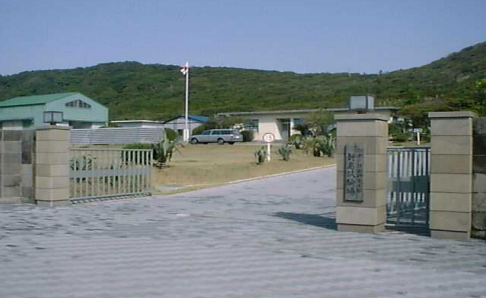
新島試験場正門

新島試験場（にいじましけんじょう）は、東京都の新島に1962年に設立された防衛庁技術研究本部の試験場。現在は防衛装備庁 航空装備研究所 新島支所として、ミサイルなどの誘導武器の発射試験に関する業務を行っている。

## 概要
1962年3月に防衛庁技術本部新島試験場として発足した国内唯一のミサイル発射試験場である。2004年に組織改編により試験場から航空装備研究所 （当時の第3研究所）新島支所となった。
当試験場は、管理地区と射場地区で構成される。
ミサイル発射試験をする際、最大距離約25km、高度4,000ｍを試験範囲に設定する。ただし、試験範囲が狭いため、センサを広く展開した試験等は困難であり、そのような試験をする場合、米国ニューメキシコ州にあるホワイトサンズ・ミサイル射場を利用（南北約160km、東西約60km）することがある。

## ロケット打ち上げ
1963年から1965年にわたって科学技術庁は新島試験場で小型ロケットの打ち上げ試験を実施した。当時の科学技術庁のロケット実験は、防衛庁の新島試験場を間借りする形で行われ、計18回の打ち上げを実施した。宇宙開発推進本部は新島内に独自の施設を建設しようとしたが、当時現地住民のミサイル基地反対運動があり、防衛庁の反対もあってロケット打ち上げが困難な状況となっていった。その後科学技術庁は独自の射場を別の場所に建設することになり、種子島宇宙センターが建設された。

### ロケット一覧
| 日時(GMT)            | ロケット | 高度   |
| -------------------- | -------- | ------ |
| 1963年8月10日 03:17  | LS-A     | 50 km  |
| 1963年8月10日 04:58  | S-A1     | 50 km  |
| 1963年8月10日 07:20  | S-A2     | 50 km  |
| 1963年8月10日 08:58  | S-A3     | 50 km  |
| 1964年7月17日 07:20  | S-B1     | 75 km  |
| 1964年7月19日 03:47  | S-B2     | 75 km  |
| 1964年7月22日 02:50  | LS-A-1   | 150 km |
| 1964年7月22日 08:55  | LS-A-2   | 150 km |
| 1964年7月23日 03:37  | S-B3     | 75 km  |
| 1965年6月15日 02:30  | S-B4     | 75 km  |
| 1965年6月16日 04:00  | S-B5     | 75 km  |
| 1965年6月17日 07:30  | HM-16-D  | 52 km  |
| 1965年6月18日 07:43  | HM-16-IT | 38 km  |
| 1965年11月16日 02:09 | ST-I F1  | 20 km  |
| 1965年11月17日 06:34 | NAL-16TR | 45 km  |
| 1965年11月18日 06:42 | SB-II F6 | 75 km  |
| 1965年11月19日 01:44 | SB-II F7 | 75 km  |
| 1965年11月22日 06:35 | LS-A-3   | 150 km |

## 新島ミサイル試射場入会権訴訟
1960年に国が村から伊豆七島新島の用地を買収してミサイル試射場を建設したことをめぐり、基地反対派村民が、入会権の存在を主張してその確認と引き渡しを求め提訴した。1978年3月22日、東京高等裁判所は、国に対して山林の一部の引き渡しを命じた一審判決を取り消し、国側を全面勝訴とする逆転判決を言い渡した。
この中で、国がミサイル試射場の設置など近代的武器を開発・維持することが憲法第9条に違反するか否かについては統治行為に関する判断であり、裁判所が判断すべき性質のものではなく、しかも、合憲、違憲の見解が対立するので、これを一見極めて明白に違憲無効とすることはできない旨を述べている。

## ギャラリー

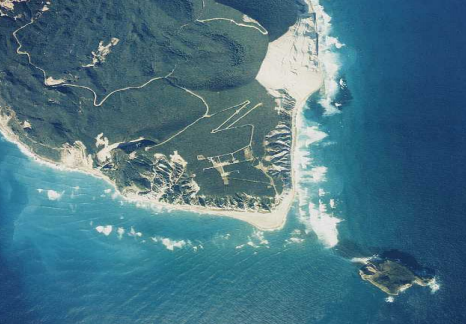
射場地区
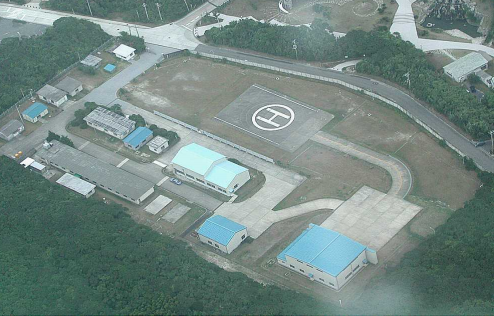
管理地区
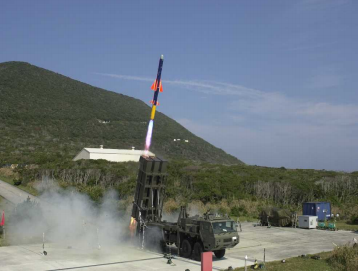
12式地対艦誘導弾の発射試験
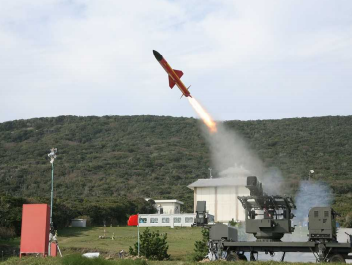
11式短距離地対空誘導弾の発射試験